# Stortjärnen (Vilhelmina socken, Lappland, 717761-157643)
Stortjärnen är en sjö i Vilhelmina kommun i Lappland och ingår i Ångermanälvens huvudavrinningsområde.